# Diskordijanizam
Diskordijanizam je moderna religija usredotočena na kaos, koju je objavljivanjem svojeg prvog teksta Principia Discordia 1958. ili 1959. godine utemeljio Malaklipso Mlađi. Širom se smatra postmodernom parodijom religije, i nazivalo ju se "zenom za okruglooke (zapadnjake)" zbog sličnosti s apsurdističkim interpretacijama učenja zen škole Rinzai. Diskordijanizam priznaje kaos, neslogu i neslaganje vrijednim i poželjnim karakteristikama, za razliku od većine religija koje idealiziraju harmoniju i red. Ta religija se velikim dijelom sastoji od hirovitih i apsurdnih ideja, iako mnogi njeni poklonici tvrde kako u njihovom neozbiljnom stavu postoji dublje značenje. Božica Erida je zaštitnica diskordijanizma a za važnije svece uzimaju se između ostalih američki car Norton, Yossarian, Don Quijote, i Bokonon.

## Utemeljenje
Temeljni dokument diskordijanizma je četvrto izdanje knjige Principia Discordia Malaklipsa Mlađeg, što je pseudonim Grega Hilla. Ova knjiga sadrži mnoge reference na raniji izvor naslova Iskrena knjiga istine. Iz citata, dotična knjiga sastavljena je poput Biblije, i sastoji se od stihova koji su grupirani u poglavlja, a ona u knjige. Principia Discordia na stranici 00041 sadrži velik dio (moguće i cijelu) Knjigu objašnjenja, koja razjašnjava kako je Iskrena knjiga istine otkrivena Lordu Omaru Khayyamu Ravenhurstu (vjeruje se da je to Kerry Thornley). Vrijedno je napomenuti kako knjiga sadrži mnogo sličnosti s pričom o otkriću Mormonove knjige, i da je Thornley bio mormon. Kao i Mormonova knjiga, ova također sadrži informaciju o smetlaru koji knjigu nalazi i odbija je vratiti.
Iako većina religija štuje principe harmonije i reda u svemiru, diskordijanizam se može interpretirati kao priznavanje nesklada i kaosa kao jednako vrijednim aspektima realnosti. Principia discordia često aludira da je diskordijanizam utemeljen na dijalektičkoj antitezi popularnijih religija utemeljenih na redu, iako retorika kroz knjigu opisuje kaos kao temeljniji impuls u povijesti svemira. Ovo je možda učinjeno s namjerom "uravnoteživanja" stvarateljskih sila reda i nereda, ali žarište je sigurno prvo na kaotičnim aspektima svijeta - sile reda se ponekad i proglašavaju zlim.
Zaštitnica diskordijanizma je Erida, grčka božica nesloge, u rimskoj mitologiji imenom Discordia.

## (Dez)Organizacija
Sama ideja diskordijanske organizacije je oksimoron. No usprkos tome, struktura je naznačena u Principia Discordia. Najšira skupina, pretpostavlja se da uključuje sve diskordijance (moguće i druge) je Diskordijansko društvo čija definicija glasi: "Diskordijansko društvo nema definicije" (Principia Discordia, str. 00032). Unutar samog društva postoje sekte diskordijanizma, svaka pod vodstvom "Episkoposa" ("nadglednik" u grčkom, od čega dolaze riječi biskup i episkop), koji dobiva upute izravno od Eride, i to vjerojatno putem svoje ili njezine epifize.

Neki episkoposi imaju kabalu od samo jednog člana.
Neki rade zajedno.
Neki nikad ne objašnjavaju.
— marginalije iz Principia Discordia, str. 00032

Diskordijanci koji ne čine vlastite sekte ili nisu članovi u tuđim sektama čine Legiju dinamične nesloge, također zvani legionarima. Oni koji požele postati diskordijancima na stranici 00032 im se kaže:

Ako želite ući u Diskordijansko društvo
onda sebi objavite što želite
učinite što želite
i o tome nam recite
ili
ako radije
ne biste
nemojte
 
pravila ne postoje nigdje
Božica pobjeđuje.

### POEE
Sekta unutar diskordijanizma koju su osnovali Malaklipso Mlađi i Omak Khayyam Ravenhurst zove se Parateoanametamističarstvo Eride Ezoterične (Paratheo-Anametamystikhood Of Eris Esoteric, tj. POEE), neproročna nereligiozna dezorganizacija o čemu Principia Discordia govori mnogo, kao i o diskordijanizmu općenito.
Npr. stranica 00022 sadrži, zajedno s Lichtenbergovim rukopisom: "Ova knjiga je zrcalo. Kada majmun u nju pogleda, nijedan apostol ne proviri van.", kao i neke detalje o POEE:

POEE ima 5 STUPNJEVA:
Jedan je novak (Neophyte), ili LEGIONARSKI UČENIK.
LEGIONAR ĐAKON, koji pomalo počinje shvaćati.
Zaređeni SVEĆENIK/SVEĆENICA POEE ili KAPELAN.
VISOKI SVEĆENIK, višeotac (Polyfather).
I POEE =PAPA=.
Legionarski učenici POEE imaju ovlasti inicijacije drugih u Društvo diskordijanskih legionara. SVEĆENICI postavljaju svoje ĐAKONE. VIŠEOTAC zaređuje svećenike. Za =PAPE= ne znam.

Prema Principia Discordia, POEE je "pleme filozofa, teologa, čarobnjaka, znanstvenika, umjetnika, klauna i sličnih manijaka koje intrigiraju Erida, božica zbunjenosti i njezina djelovanja." Nadalje tvrdi kako poštuje Zakon Petica Omarove sekte" kao i da "POEE priznaje sveti broj 23".
Parateoanametamističarstvo se može shvatiti kao "ekvivalentno božanstvo što se izvrće onkraj mističnog". Ugrubo, to se svodi na: "sva božanstva su jednaka i oko toga nema velike tajne".

### Pape u diskordijanizmu
Prema stranici 00035 Principia Discordia, papa je "svaki muškarac, žena i dijete na ovoj Zemlji."
U knjizi je uključena kartica s natpisom "službena =POPE= kartica" koja se smije repdorucirati i distribuirati bilo kome. Papinstvo se doduše ne prima posjedovanjem ove kartice - ona samo služi kako bi ljude informirala da su oni autentični i ovlašteni Papa Discordije.
Iako se moći pape izrijekom ne spominju u Principia, ispod same kartice postoji bilješka koja kaže: "=PAPA= je netko tko nije pod autoritetom autoriteta."
Neki diskordijanci su samovoljno i dalje elaborirali moći pape. Na pozadini nekih kartica tako piše:

"Prava =PAPE= uključuju, ali nisu nužno ograničena na:
1. Pozivanje na nepogrješivost u bilo koje doba, uključujući i retroaktivno.
2. Potpunu reorganizaciju Erizijanske Crkve.
3. Krštenje, pokop i brak (u druga dva slučaja potrebno je dopuštenje preminulog).
4. Ekskomunikacija, deekskomunikacija, reekskomunikacija, dereekskomunikacija (nema nazad!) njega, nje, toga, njih, tebe, nas, Njega, Nje, Toga, Njih, Vas, Nas i drugih (ako ih ima).
5. Izvršavanje svih obreda i funkcija koje Diskordijanski Papa drži neprikladnima.

Treće pravo (koje zahtijeva dopuštenje preminulog u slučajevima pokapanja i braka, ali ne i krštenja) je moguća referenca na mormonsku praksu krštenja mrtvih, ali i duhovito spajanje braka i smrti.
Ovakvo razumijevanje predodžbe o papi ima vrlo obuhvatan konsenzus u diskordijanizmu. Npr. uvod u Principa Discordia kaže: "Samo Papa smije kanonizirati sveca. (...) Tako da možete sebe - i bilo koga ili što drugo - službeno proglasiti za sveca."

## Filozofija
Postoje toliko interpretacija diskordijanizma koliko postoji diskordijanaca, a nekoliko definicija koje se mogu naći na internetu usredotočuju se oko "starih Grka", "štovanje kaosa" i "anarhizma". No to su vrlo sporne pretpostavke onoga što bi definiralo diskordijansku filozofiju kao cjelinu, i s njima se izravno suočava konceptom Erizijanske Iluzije, stranice 00049 i 00050 Principia Discordia. (All Rites Reversed):

OVDJE SLIJEDI MALO PSIHOMETAFIZIKE.
Ako niste zagrijani za filozofiju, najbolje ju preskočite.
Aneridičan Princip je onaj OČIGLEDNOG REDA; Eridični Princip je onaj OČIGLEDNOG NEREDA. I red i nered su koncepti stvoreni od ljudi i umjetna podjela ČISTOG KAOSA, koji je na dubljoj razini nego razina na kojoj se čini ta umjetna razlika.
S našim aparatom za stvaranje koncepata zvanim "um", mi gledamo u stvarnost kroz ideje o stvarnosti koje nam naše kulture daju.
Ideje o stvarnosti pogrešno se označuju kao "stvarnost" i neprosvijetljeni ljudi su zauvijek zbunjeni činjenicom da drugi ljudi, pogotovo druge kulture vide "stvarnost" drugačije.
Samo se Ideje o stvarnosti razlikuju. Prava (s velikim I) Istinska stvarnost je na dubljoj razini nego razina koncepta.
Na svijet gledamo kroz prozore na kojima su postavljene rešetke (koncepti). Različite filozofije koriste različite rešetke. Kultura je skupina ljudi sa sličnim rešetkama. Kroz prozor, mi vidimo kaos i stavljamo ga u relaciju s točkama na rešetki, i takvim ga razumijevamo. RED je REŠETKA. Takav je Aneridični Princip.
Zapadna filozofija tradicionalno se bavi suprotstavljanjem jedne rešetke s drugom rešetkom, i pomiravanja raznih rešetaka u nadi za nalaženjem savršene rešetke koja će uključivati svu stvarnost i ona će, dakle (kažu neprosvijetljeni zapadnjaci) biti Istinska. To je iluzorno; ono što mi Erizijanci zovemo ANERIDIČNOM ILUZIJOM. Neke rešetke korisnije su od drugih, neke su ljepše od drugih, a neke ugodnije od drugih, itd. ali nijedna ne može biti Istinskija od druge.
NERED je jednostavno informacija bez relacija koju se vidi kroz određenu rešetku. Ali, kao i "relacija", i "nerelacija" je koncept. Muškost, kao i ženskost, su ideje o spolu. Reći kako je muškost nepostojanje ženskosti i slično je stvar definiranja onoga što je metafizički arbitrarno. Umjetni koncept nerelacije je Eridični Princip.
Vjerovanje kako je "red istinski", a nered lažan ili nekako pogrešan je Aneridična Iluzija. Reći isto o neredu je Eridična Iluzija.
Poanta je da je (s malim i) istina stvar definicije relativnog u vezi s rešetkom koju tko koristi u tom trenutku, a da je (s velikim I) Istina, metafizička stvarnost, rešetkama posve nebitna. Uzmite rešetku i kroz nju nešto kaosa izgleda uređeno, a nešto neuređeno. Uzmite drugu rešetku i isti kaos će izgledati drugačije uređen i neuređen.
Stvarnost je prvotni Rorschachov test.
Uistinu! toliko o tome.

Kao i ovaj citat sa samog početka Principia Discordia, diskordijanski koan:

GREATER POOP: Je li Erida istinita?
MALAKLIPSO MLAĐI: Sve je istinito.
GP: Čak i neistinite stvari?
M2: Čak su i neistinite stvari istinite.
GP: Kako je to moguće?
M2: Ne znam, čovječe, nisam ja to napravio.

### Chao
Riječ Chao (u engleskom se izgovara slično kao cow = krava) je neologizam koji je skovan kao jednina riječi chaos. U diskordijanskoj religiji chao je simbol patafizičke prirode stvarnosti; gdje su jedninski primjeri kaosa središte patafizičke teorije. U pitanju je igra riječi koja omogućuje ove distihe iz Principia Discordia:

Izvornik:    Grubi prijevod:
To diverse gods          - Raznim bozima
Do mortals bow;         - Smrtnici se klanjaju
Holy Cow, and           - Svetoj Kravi i
Wholly Chao.             - Cijelom Chau

#### Sveti Chao
Sveti Chao simbol je koji diskordijanci koriste kako bi prikazali međuodnos reda i nereda. Izgledom je sličan simbolu Taijitu (Yin-Yang), ali prema Principia Discordia str. 00049:
Sveti Chao nije taoistički Yin-Yang. On je erizijanski ŠUĆ-MUĆ. I umjesto muć na strani šuć, on ima PETEROKUT koji simbolizira ANERIDIČNI PRINCIP i umjesto šuć na strani muć, on prikazuje ZLATNU JABUKU RAZDORA koja simbolizira ERIDIČNI PRINCIP.
Sveti Chao simbolizira apsolutno sve što bilo tko ikada treba znati o apsolutno ičemu, i više! On čak simbolizira i sve što nije vrijedna znanja, što oslikava prazan prostor koji okružuje Šuć-Muć.
Izbor peterokuta kao simbola Aneridičnog Principa djelomice je vezan uz zgradu Pentagona u Washingtonu D.C., djelomice uz Zakon Peticâ, kao i reference nazlatni rez koje se spominju s alegorijom peterokuta i jabuke. Zlatna jabuka razdora jedna je od priča o Izvornom Durenju (niže).

### Zakon Peticâ
Rezime Zakona Petica nalazi se na stranici 00016 Principia Discordia:
Zakon Petica tvrdi jednostavno da: SE SVE STVARI DOGAĐAJU U PETICAMA, DA SU DJELJIVE ILI SU PRODUKTI BROJA PET, ILI SU NEKAKO, IZRAVNO ILI NEIZRAVNO VEZANE UZ BROJ 5.
Zakon petica nikad nije u krivu.
Zakon Petica broj pet spominje pet puta.
Kao i većina diskordijanizma, Zakon Petica naizgled je ili neka vrsta čudne šale, bizarnog nadnaravstva; ali pod time on može pomoći razjašnjavanju kako diskordijanski pogledi na ljudski um funkcioniraju; Kasnije na stranici citira se Lord Omar: "Otkrivam kako je, što više gledam, Zakon Petica sve više i više stvaran."
Dodatak "Beth" u trilogiji "Illuminatus" Roberta Shea i Roberta Antona Wilsona analizira numerologiju diskordijanizma i pitanja kao npr. što bi bilo sa Zakonom Petica kad bi svatko imao na svakoj ruci šest prstiju. Autori sugeriraju da pravi Zakon Petica može značiti kako je sve povezano s brojem pet ako se dovoljno potrudiš. Ponekad su koraci pri tome vrlo zamršeni.
Drugi pogled na Zakon Petica percipira ga kao simbol za promatranje promjene stvarnosti koja se događa u umu promatrača. Isto kao što i netko u stvarnosti traži petice, i nalazi ih, tako će naći i urote, načine na koje mogu odrediti kada će naići apokalipsa itd. itd. kada ih odluči potražiti. Ne može biti u krivu, jer sam sebe refleksno dokazuje kada ga se gleda kroz ovakvu leću.

### Prvotno durenje
(Iz Principia Discordia, all Rites Reversed, stranice 00017 i 00018.
Izgleda da je Zeus pripremao banket za vjenčanje Peleja i Tetide na koji nije htio pozvati Eridu zbog Njene reputacije stvaranja nevolja.*
Ovo je Eridu naljutilo, pa je napravila jabuku od čistog zlata i na nju napisala: καλλίστῃ ("Najljepšoj") i na dan slavlja, zakotrljala ju u salu za banket i radosno otišla sama okusiti hot dog.
Ali, tri pozvane božice Atena, Hera i Afrodita su odmah zahtijevale da jabuka zbog svog natpisa pripadne njima. I počele su se svađati i prolijevati punč i sve.
Konačno je Zeus smirio stvari i objavio da se mora izabrati arbitar, što je bio razuman prijedlog, i svi su pristali. Poslao ih je trojanskom pastiru, imenom Paris jer mu je majka bila udana za Francuza; ali svaka podla božica htjela je nadmudriti druge ranim dolaskom i podmićivanjem Parisa.
Atena mu je ponudila Herojske Ratne Pobjede, Hera Veliko Bogatstvo, a Afrodita mu je ponudila Najljepšu Ženu na Zemlji. Budući mlado zdravo trojansko momče, Paris je odmah pristao na Afroditin mito, ona je dobila jabuku a on propast.
Po obećanju, upravila je zemaljska događanja, te je Paris dobio Helenu (onu Helenu) koja je tada živjela s Menelajem, spartanskim kraljem. Uglavnom, svi znaju da je Trojanski rat započeo nakon što je Sparta zahtijevala natrag svoju kraljicu i da se za Trojanski rat kaže da je Prvi Rat među ljudima.
I tako mi patimo zbog Izvornog Durenja. I zato diskordijanac ne smije okusiti peciva za hot dog.
Vjerujete li u to?
* Ovo se zove DOKTRINA IZVORNOG DURENJA
** Postoje povijesne nesuglasice oko toga je li u pitanje metalno zlato ili meksička droga Akapulkansko zlato.
*** U biti je bilo pet božica, ali Grci nisu znali za Zakon Petica.
Tako je Zlatna Jabuka Razdora jedan od glavnih simbola diskordijanizma.

### Ontologija
Diskordijanska ontologija naglašava dijalektičko trojstvo "teza-antiteza-sinteza" i proglašava "princip petica" - svi događaji u svijetu događaju se u pet faza (temeljeno na primjeru razvoja društva):
1. Kaos - prvotno stanje u kojemu se događa prirodna samoorganizacija.
2. Razdor - privid kontrole i vladajuće klase. Stratifikacija društva stvara tenzije.
3. Zbrka - pokušaji vladajućih klasa u vraćanju početnom stanju kroz vanjsku manipulaciju. Čak i kada na vlast dođu oni koji su bili ugnjetavani, oni također koriste iste autoritarne metode.
4. Birokracija - društvo se polako smiruje, ideje i rituali postaju važniji od samih ljudi. Na vlast dolaze idioti.
5. Posljedice - birokraciju uništavaju njena vlastita masa i tromost, te se pretvara u prvotni kaos.

### Prokletstvo Sivolikog
Prokletstvo Sivolikog jedan je od najvažnijih dijelova diskordijanizma. Posebno se u Principia Discordia ističe između stranica 00042 i 00074. Po onome što je tamo napisano, Sive Lice je čovjek koji je živio 1166. godine prije Krista i poučavao da je život ozbiljan, a da je igra grijeh. Prokletstvo je psihološka i duhovna neravnoteža koja iz tog vjerovanja proizlazi

#### Prokletstvo
Sivoliki je ohrabrivao sljedbenike da "pogledaju u sav taj red oko njih" i nekako uvjerio čovječanstvo da se složi s njegovim idejama Ozbiljnog Reda. Principia bilježi da je njegovo pridobivanje toliko sljedbenika pravi misterij kada je bilo tko također mogao pogledati u sav taj nered u svijetu.
"Sivoliki i njegovi sljedbenici shvaćaju igru života ozbiljnije nego sam život i poznato je kako su uništavali druga bića čiji način života je bio drukčiji od njihovog." (Principia Discordia str. 00042)

#### Red/nered i konstruktivno/destruktivno
Prihvaćajući da je život ozbiljna stvar reda, sljedbenici Sivolikog na kraju gledaju na stvari ili kao uređene ili neuređene. U ovom sustavu, red se po svaku cijenu pretpostavlja neredu. To davanje prednosti dovodi i do konstruktivnog i destruktivnog reda.
Alternativa je gledati na stvari kao na konstruktivne ili destruktivne. U ovom sustavu, konstrukcija se pretpostavlja destrukciji. Odabir konstrukciju daje i konstruktivni red i konstruktivni nered.

#### Suprotstavljanje prokletstvu
"Čovječanstvo je (...) patilo od psihološke i duhovne neravnoteže. Neravnoteža stvara frustraciju, a frustracija strah. Strah čini loš trip. Čovjek je do sad jako dugo bio na lošem tripu." (Principia Discordia page 00042)
"Ljudska vrsta počet će rješavati svoje [sic] probleme na dan kada prestane sebe uzimati tako ozbiljno." (Principia Discordia page 00074)
Prokletstvo Purice stvoreno je za suprotstavljanje destruktivnom redu. Ime mu dolazi od činjenice da ta "molitva" nalikuje zvuku koji proizvodi purica.

### Zakon Eridične eskalacije
Principia Discordia (str. 00046) sadrži Zakon Eridične Eskalacije. Taj zakon tvrdi da je Nametanje Reda = Eskalacija Kaosa. Ovo se može pročitati kao argument protiv nulte tolerancije i stroge sigurnosti, ili samo stav o svijetu općenito. Također se može shvatiti kao paralela drugom zakonu termodinamike.

### Petobljuvlje
Petobljuvlje (Pentabarf, na str. 00004 Principia) sadrži 5 svetih zakona diskordijanizma, kako slijedi:
1. Nema Božice do Božice i Ona je Tvoja Božica. Nema Eridijanskog Pokreta do Pravog Eridijanskog Pokreta i on je Pravi Eridijanski Pokret. I sve Snage Zlatne Jabuke voljeni su dom Zlatnog Crva.
2. Diskordijanac Će Uvijek Koristiti Službeni Diskordijanski Sustav Numeriranja Dokumenata.
3. Diskordijanac tijekom rane Iluminacije Mora Otići Sam I Radosno Okusiti Hot Dog Petkom; ova Ceremonija Odanosti je za pokazivanje Neslaganja s popularnim Paganizmima tog Dana: Rimokatoličkog Kršćanstva (bez mesa na petak), Judaizma (bez mesa svinjetine), Hinduizma (bez mesa govedine), Budista (bez mesa životinje) i Diskordijanaca (bez peciva za hot dog).
4. Diskordijanac neće Okusiti Peciva za Hot Dog, jer Takva je bila Utjeha Naše Božice kada se Suočavala s Izvornim Durenjem.
5. Diskordijancu se Zabranjuje Vjerovanje u Ono što pročita.

Petobljuvlje je najtemeljniji od diskordijanskih katma. ("Katma" je opći pojam za diskordijanska učenja, izreke, citate, objašnjenja, šale i ilustracije, za razliku od "dogma" koje sadrže odlomke iz Iskrene knjige istine, citirane u knjizi Principia.)
Peti zakon zrcali taoističke izreke ("Tao o kojemu se može govoriti nije pravi tao") i koana iz zena ("Ako sretneš Budu na svom putu, ubij ga."). Također je sličan svršetku Wittgensteinovog traktata u kojemu u osnovi izjavljuje da ako je njegova teza suvisla, da je bezvrijedna.
Zbog toga što protuslovi sam sebi (Paradoks lažova), česta interpretacija Petobljuvlja je da je sva vlast (autoritet) šuplja.

## Pet tona lana
U Principia Discordia, "pet tona lana" je dati odgovor na pitanje: "Postoji li ključno značenje iza POEE?" Ovo je referenca na zen priču o "Tri funte lana". Diskordijanci ga uzimaju kao apsurdni slogan ili kao univerzalni odgovor na filozofska pitanja.

## Epifiza
"Konzultiraj se sa svojom epifizom" je česta izreka u diskordijanizmu. Neki diskordijanci drže epifizu izvorom odgovora na najteža životna pitanja. Iako nikad nije dokazano, neki kao što je Rick Strassman vjeruju da epifiza u tragovima proizvodi psihotropnu kemikaliju DMT za koju se vjeruje da igra ulogu u snovima i transovima. Također valja napomenuti da se epifiza u Descartesovom objašnjenju kartezijanskog dualizma spominje kao "sjedište duše" i veza između materijalnog i nematerijalnog svijeta. U nekim slučajevima također se spominje kao "atrofirano treće oko".

## Diskordijanizam kao religija
Iako je nejasno je li se diskordijanizam izvorno namjeravao uzimati ozbiljno, određen broj članova Diskordijanskog pokreta smatra se vjernicima diskordijancima. Iako je odvojen od modernog neopaganizma, neki novopogani su elemente diskordijanizma uveli u svoja vjerovanja. Neopaganska autorica Margot Adler raspravlja o diskordijanizmu u svojoj knjizi Drawing Down the Moon: Witches, Druids, Goddess-Worshippers, and Other Pagans in America Today, dok religijski autoriteti kao J. Gordon Melton upisuje diskordijanizam kao jednu od raznih novopoganskih skupina u svojoj knjizi Encyclopedia Of American Religions. (Melton tvrdi kako je ekskomunicirao sve druge diskordijance, jer je po njima i on diskordijanski papa. Budući da su i oni bili pape, deekskomunicirali su sami sebe ili jedni druge međusobno.)

## Diskordijanizam i apostaza
Apostaza je u srcu diskordijanizma. Tehnički, svi diskordijanci su heretici po definiciji: diskordijanizam ne samo da je adogmatičan nego potpuno antidogmatičan. Osim toga, govoriti o "pravom diskordijanizmu" je u osnovi kontradiktorno. Npr. u ovoj religiji uobičajeno je podsmijavati se novozaređenima koji se pokušavaju čvrsto pridržavati vjeri i praksi diskordijanizma, npr. nikada ne protusloveći Principia Discordia - što je ne samo nemoguće, nego i nije cilj diskordijanizma, jer diskordijanski fundamentalizam po definiciji ne može biti diskordijanski. Oni vjeruju da je pogrešno čvrsto se držati određenih pravila.  Diskordijanska vjera uvijek nekomu dolazi u obliku otkrivenja (koji ga do tada nije bio svjestan) uspomoć Božice, na jedan ili drugi način. Ne postoji jedan diskordijanizam, svaki diskordijanac mia svoju vlastitu inačicu koja je posve ispravna i autentična kao i ičija druga, jer ju je otkrila sama Božica.
Tako diskordijanski apokrifni tekstovi općenito počinju ispovijedanjem vjere autora koji prikazuje svoje otkrivenje. Diskordijanizam je tako jedina religija koja, umjesto da sebe smatra otkrivenom istinom, proglašava otkrivenu laž, isto tako lažnu (ili istinitu, što dolazi na isto) kao i bilo koja druga religija.
Tako diskordijanci stavljaju svoja vjerovanja na istu razinu kao i vjerovanja drugih, ili obrnuto. Uočljiva je treća zapovijed Petobljuvlja koja se izravno suočava sa židovskim, katoličkim, hinduističkim i diskordijanskim vjerovanjima istovremeno. Na izvjestan način, diskordijanizam se može smatrati oblikom agnosticizma, iako je točnije kvalificirati ga kao henoteizam.

## Radovi inspirirani diskordijanizmom
Knjiga Principia Discordia nadahnula je mnoge pisce i umjetnike. Iako nije religijski rad, "Trilogija Illuminatus!" ("The Illuminatus! Trilogy"), spekulativni romani Roberta Shea i Roberta Antona Wilsona popularizirali su diskordijaniza raznim citatima i referencama. 1977. godine Camden Benares objavio je "Zen bez zen učitelja", zbirku kratkih eseja i anegdota inspiriranih zenom i diskordijanizmom. Danas diskordijanski pisci objavljuju svoje radove na tisućama web stranica. Nešto od ovog novog materijala uvršten je u zbirke.
U igri "Illuminati" diskordijanizam je jedan od glavnih tajnih društava koje pokreću svijet.
5. svibnja 2005. izdana je RP igra Johna Wicka "Discordia!: Mala igra o puno kaosa" ("Discordia!: A Little Game about a Lot of Chaos"). Autoru su inspiracija bile Principia Discordia i Trilogija Iluminatus!. U igri se pojavljuju diskordijanski dvostruki agenti koji se ubaciji u razne urotničke skupine kao što su bavarski Illuminati, Hashashin i drugi.
Priznati pioniri techno glazbe, KLF, također su vrlo inspirirani tim knjigama i u svojoj glazbi često spominju diskordijanizam.
Gotovo svaka distribucija Linuxa sadrži program "ddate" koji prikazuje diskordijanski datum.
U igri Grand Theft Auto: San Andreas pojavljuje se odjevna marka "Eris" s nekoliko spominjanja broja 23.
Stephen King izmislio je mjesto "Dvorac Discordia" i spominje ga u zadnjim dijelovim svog serijala "Dark Tower". U dvorcu se nalazi mnogo vrata kroz koje se likovi mogu teleportirati u druga vremena i svjetove.
U igri Discworld Noir pojavljuje se lik zvan Malaclypse, koji štuje Erratu, tamođnju božicu nesporazuma. Njegova uloga u igri je izmišljanje apsurdnih teorija urote koje se povremeno pokazuju točnima.
Film The Number 23, vrti se oko enigme broja 23.
U knjizi "The Long Run" Daniela Keys Morana postoji organizacija zvana "Erizijska pandža".
Zlatar Elke Kramer 2006. je proizveo nakita has zvan "The Anti-Curse of Greyface", kojeg je proglasio "slavljem kaosa i besmisla".
Nezavisni umjetnički kolektiv Kunstterrorist Organisation često spominje Diskordijanizam u svojim radovima i akcijama te je ujedno i osnivač Counterculture Monarchy of Discordianism - fiktivne monarhije. Filip Filković, osnivač Kunstterrorist Organisationa surađuje s Jamesom Cautyem, jednim od dvojice članova u bendu KLF.

## Vanjske poveznice

### Hrvatski jezik
- Tema broja časopisa Zarez: "13 underground religija"  Arhivirana inačica izvorne stranice od 10. srpnja 2007. (Wayback Machine) koja uključuje i odlomak o diskordijanizmu.
- Ireligijski kultovi (ulomci)  Arhivirana inačica izvorne stranice od 10. srpnja 2007. (Wayback Machine) - O postmodernim religijama diskordijanizma, crkve subgenija i kulta Cthuhlu
- Counterculture Monarchy of Discordianism  Arhivirana inačica izvorne stranice od 12. siječnja 2016. (Wayback Machine) Fiktivna monarhija koju je pokrenuo nezavisni umjetnicki kolektiv Kunstterrorist Organisation.

### Engleski jezik
- Apocrypha Discordia  Arhivirana inačica izvorne stranice od 28. svibnja 2007. (Wayback Machine), zbirka tekstova.
- The Apple of Discord, Izvorno Durenje.
- "Obrana diskordijanizma"  Arhivirana inačica izvorne stranice od 19. studenoga 2007. (Wayback Machine).
- Discordian.com - Chaos with a Clue Stranica s podrobnim informacijama o diskordijanizmu.
- Baza podataka diskordijanskih kabala.
- Discordianism/Erisianism Povijest filozofije diskordijanizma i erizijanstva.
- Discordianism.com Forum  Arhivirana inačica izvorne stranice od 23. studenoga 2017. (Wayback Machine).
- HyperDiscordia - "Konfuzija za novu generaciju"
- POEE.org  Arhivirana inačica izvorne stranice od 8. srpnja 2004. (Wayback Machine) i POEE.co.uk
- PrincipiaDiscordia.com - Principia Discordia u formatu    HTML, između ostalog.
- Online Discordian Society  Arhivirana inačica izvorne stranice od 3. rujna 2018. (Wayback Machine)